# Akropolis IF
Der Akropolis Idrottsförening (deutsch Akropolis Sportverband) ist ein schwedischer Fußballverein aus der Gemeinde Sundbyberg. Der 2011 erstmals in die dritthöchste Spielklasse aufgestiegene Club spielt 2020 erstmals in der Superettan, der zweithöchsten Spielklasse des Landes. Die mittlerweile selbständige Basketballmannschaft spielte nach der Trennung zeitweise in der Svenska Basketligan.

## Geschichte
Der Akropolis IF gründete sich 1968 von griechischen Einwanderern als Basketballverein, ein Jahr später kam Fußball als weitere Sportart hinzu. Bis 1980 marschierte die Fußballmannschaft durch die unteren Ligen und erreichte 1980 erstmals die Viertklassigkeit, verbunden mit erhöhtem Interesse der schwedischen Presse aufgrund des Einwandererhintergrunds. Auch die Basketballer waren in den 1980er Jahren erfolgreich und stiegen 1987 in die dritte Liga auf. Daraufhin spaltete sich die Mannschaft unter dem Namen Akropol BBK ab.
Hatten sich die Fußballer von Akropolis IF im mittleren Teil der schwedischen Ligapyramide etabliert, kehrte die Mannschaft für die Spielzeit 2000 erneut in die Viertklassigkeit zurück. Nach dem direkten Wiederabstieg dauerte es bis zum erneuten Aufstieg vier Jahre, als Opfer einer Ligareform währte der Aufenthalt erneut nur eine Spielzeit. Über die Barrage gegen Bollnäs GIF und Älvsjö AIK gelang dieses Mal die sofortige Wiederkehr und in den folgenden Jahren setzte sich der Verein im vorderen Mittelfeld fest. Mit sieben Punkten Vorsprung auf Enskede IK setzte sich die Mannschaft in der Spielzeit 2010 an die Spitze ihrer Viertligastaffel und schaffte den erstmaligen Aufstieg in die Drittklassigkeit. Nachdem er 2011 und 2012 erstmals in seiner Vereinsgeschichte in der drittklassigen Division 1 vertreten war, spielte der Klub ab 2013 wieder in der viertklassigen Division 2, ehe das Fußballteam 2015 wieder den Aufstieg in die Drittklassigkeit schaffte und sogar um den Aufstieg in die zweithöchste Spielklasse des Landes mitspielte.
Nachdem Akropolis IF am Ende der Spielzeit 2017 als Tabellenzweiter sich für die Relegationsspiele zur Superettan qualifiziert, dort jedoch aufgrund der Auswärtstorregel am IK Frej gescheitert war, schaffte der Klub am Ende der Drittliga-Spielzeit 2019 nach nur einer Saisonniederlage als Meister der Nordstaffel mit 19 Punkten Vorsprung auf den vom Umeå FC belegten zweiten Tabellenrang den erstmaligen Sprung in die zweithöchste Spielklasse.
Nach dem Abstieg 2021 erhielt Akropolis keine Lizenz für die Division 1 und wurde für die Spielzeit 2022 in die Division 2 eingestuft. Vor der Spielzeit 2022 plante der Klub, Spieler und Trainer vertrags- und entschädigungslos einzusetzen. Das Team wurde aus dem schwedischen Pokal zurückgezogen. Das Auftaktspiel zur neuen Saison endete mit einer 0:28-Niederlage gegen IFK Stocksund. Zum Spiel gegen Hudiksvalls FF am zweiten Spieltag trat der Klub nicht an und wurde vom weiteren Spielbetrieb ausgeschlossen.